# Rafael Rivera (Scout)
Rafael Rivera (vor 1829 – nach 1829) war ein mexikanischer Scout und die erste nicht eingeborene Person, die das heutige Las Vegas Valley betrat.
1829 führte der Händler Antonio Armijo eine Gruppe von 60 Personen entlang der Old Spanish Trail nach Los Angeles. Rivera, ein wenig erfahrener Scout, trennte sich von der Hauptgruppe und erkundete unbekanntes Gebiet. Bald entdeckte er die Las Vegas Springs im heutigen Las Vegas Springs Reserve; der Ort wurde von einem unbekannten Mitglied seines Trecks benannt. Das von ihm entdeckte Quellwasser verkürzte den Weg nach Los Angeles um zwei Wochen. Etwa 14 Jahre nach Riveras Entdeckung kampierte John C. Frémont am 13. Mai 1844 mit einer Expedition bei den Las Vegas Springs.
Das Rafael Rivera Park Community Center und die Straße Raphael Rivera wurden nach dem Scout benannt. Zudem erinnert der Nevada Historical Marker 214 an ihn.